# Sauk Centre
Sauk Centre é uma cidade localizada no estado americano de Minnesota, no Condado de Stearns.

## Demografia
Segundo o censo americano de 2000, a sua população era de 3930 habitantes.
Em 2006, foi estimada uma população de 3909, um decréscimo de 21 (-0.5%).

## Geografia
De acordo com o United States Census Bureau tem uma área de
10,3 km², dos quais 9,6 km² cobertos por terra e 0,7 km² cobertos por água. Sauk Centre localiza-se a aproximadamente 381 m acima do nível do mar.

## Localidades na vizinhança
O diagrama seguinte representa as localidades num raio de 20 km ao redor de Sauk Centre.

## Personalidades
- Sinclair Lewis (1885-1951), prémio Nobel da Literatura de 1930